# Tabanus baguiensis
Tabanus baguiensis är en tvåvingeart som beskrevs av Philip 1959. Tabanus baguiensis ingår i släktet Tabanus och familjen bromsar. Inga underarter finns listade i Catalogue of Life.